# Hotel Indonesia
Het Hotel Indonesia - Kempinski is een hotel en wolkenkrabber in de Indonesische hoofdstad Jakarta. Het hotel bevindt zich in het stadscentrum van Jakarta, naast het Selamat Datang Monument.
Hotel Indonesia, gelegen in Centraal-Jakarta, was een van de eerste 5-sterren hotels in het land. Vele jaren was het een van de bekendste gebouwen in Jakarta. Het hotel is gelegen aan Jalan Jendral Sudirman.
Het ontwerp was van de Amerikaanse architect, Abel Sorensen en zijn vrouw Wendy. Het werd officieel geopend op 5 augustus 1962 door Indonesisch eerste president Soekarno ter voorbereiding van de Aziatische Spelen 1962.
In 1993 werd het hotel nationaal erfgoed.
Momenteel is het hotel van de Kempinski Group.